# 普拉莫洛
普拉莫洛（義大利語：Pramollo），是意大利都灵省的一个市镇。总面积22平方公里，人口245人，人口密度11.1人/平方公里（2009年）。ISTAT代码为001204。